# Bouça Cova

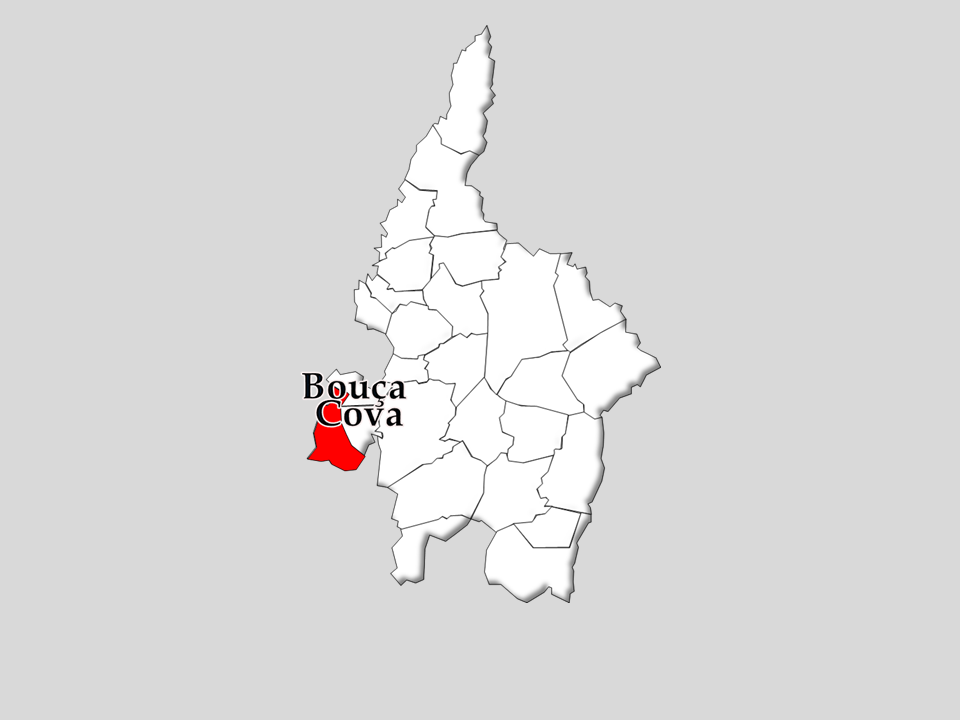
Localização no concelho de Pinhel

Bouça Cova é uma povoação portuguesa do Município de Pinhel que foi sede da extinta Freguesia de Bouça Cova, freguesia que tinha 11,43 km² de área e 104 habitantes (2011), e, por isso, uma densidade populacional de 9,1 hab/km².
A Freguesia de Bouça Cova foi extinta (agregada), pela última reorganização administrativa do território das freguesias, de acordo com a Lei nº 11-A/2013 de 28 de Janeiro, tendo o seu território sido agregado ao da Freguesia de Alverca da Beira para constituir a Freguesia de Alverca da Beira/Bouça Cova com sede em Alverca da Beira.
Desde o século XIII até pertencer ao concelho (atual município) de Pinhel, a freguesia de Bouça Cova fez parte de Trancoso, passando posteriormente a integrar o extinto concelho de Alverca da Beira, para depois pertencer ao concelho de Celorico da Beira e comarca de Trancoso.
A freguesia tem como pontos de interesse o Barroco d' In Pax, as sepulturas antropomórficas, o monumento em honra de Nossa Senhora de Fátima, a capela de Nossa Senhora da Agonia e a Igreja Matriz.

## População
| Totais e grupos etários | Totais e grupos etários | Totais e grupos etários | Totais e grupos etários | Totais e grupos etários | Totais e grupos etários | Totais e grupos etários | Totais e grupos etários | Totais e grupos etários | Totais e grupos etários | Totais e grupos etários | Totais e grupos etários | Totais e grupos etários | Totais e grupos etários | Totais e grupos etários | Totais e grupos etários |
| ----------------------- | ----------------------- | ----------------------- | ----------------------- | ----------------------- | ----------------------- | ----------------------- | ----------------------- | ----------------------- | ----------------------- | ----------------------- | ----------------------- | ----------------------- | ----------------------- | ----------------------- | ----------------------- |
|                         | 1864                    | 1878                    | 1890                    | 1900                    | 1911                    | 1920                    | 1930                    | 1940                    | 1950                    | 1960                    | 1970                    | 1981                    | 1991                    | 2001                    | 2011                    |
|                         | 428                     | 432                     | 505                     | 460                     | 460                     | 450                     | 440                     | 475                     | 481                     | 417                     | 165                     | 237                     | 216                     | 155                     | 104                     |
| i)                      |                         |                         |                         |                         |                         |                         |                         |                         |                         |                         |                         |                         |                         | 23                      | 9                       |
| ii)                     |                         |                         |                         |                         |                         |                         |                         |                         |                         |                         |                         |                         |                         | 21                      | 8                       |
| iii)                    |                         |                         |                         |                         |                         |                         |                         |                         |                         |                         |                         |                         |                         | 59                      | 47                      |
| iv)                     |                         |                         |                         |                         |                         |                         |                         |                         |                         |                         |                         |                         |                         | 52                      | 40                      |

```
i)
 0 aos 14 anos;
 ii)
 15 aos 24 anos; 
iii)
 25 aos 64 anos; 
iv)
 65 e mais anos	
```

## Acessibilidade e infraestrutura
A freguesia de Bouça Cova é servida pela Linha da Beira Alta, com a estação de Pinhel (Gare) que serve essencialmente a sede de freguesia, Alverca da Beira, João Durão, Prados, Freixedas e a cidade de Pinhel, a qual fica a vários quilómetros de Pinhel(Gare).
Cidades relativamente perto: Trancoso, Pinhel, Guarda, Meda, Foz Côa, Sabugal, Gouveia, Seia, Covilhã, Mangualde, Viseu.
Vilas consideradas próximas: Vila Franca das Naves, Celorico, Manteigas, Aguiar da Beira, Fornos de Algodres, Almeida, Vilar Formoso, Figueira de Castelo Rodrigo.
Em termos de infraestruturas, na freguesia Bouça Cova situava-se a Barragem de Bouça Cova.

## Património
- Igreja Matriz de Bouça Cova.

## Autarquia
A presidente da junta de freguesia é, desde 1985, Maria Alice Silva, tendo sido reeleita em 2009. Foi considerada a autarca mais idosa de Portugal, contando 86 anos em 2009[carece de fontes?].